# Euthalia splendens
Euthalia splendens är en fjärilsart som beskrevs av Robert Christopher Tytler. Euthalia splendens ingår i släktet Euthalia och familjen praktfjärilar. Inga underarter finns listade i Catalogue of Life.